# 滋賀県道528号彦根環状線
滋賀県道528号彦根環状線（しがけんどう528ごう ひこねかんじょうせん）は、滋賀県彦根市を通る一般県道である。

## 概要
彦根市大藪町から彦根市古沢町に至る。環状線という名称が付いているが、環状はしていない。

### 路線データ
- 起点：彦根市大藪町（大藪町南交差点、滋賀県道25号彦根近江八幡線交点）
- 終点：彦根市古沢町（古沢町交差点、国道8号交点、滋賀県道518号彦根城線終点）
- 総延長：9.7 km

## 歴史
- 2024年（令和6年）12月22日 - 都市計画道路原松原線 彦根お城トンネル（延長1.7 km）開通[1]。

## 路線状況

### 通称
- くすのき通り（彦根市戸賀町・戸賀町西交差点 - 彦根市高宮町・高宮町交差点）

### 重複区間
- 滋賀県道2号大津能登川長浜線（彦根市平田町・平田町西交差点 - 彦根市戸賀町・戸賀町西交差点）
- 旧中山道（彦根市高宮町・高宮町大北交差点 - 彦根市原町・正法寺町交差点）
- 国道306号・国道307号（彦根市原町・正法寺町交差点 - 彦根市原町・原町交差点）

### 道路施設

#### 橋梁
- 福満跨線橋（東海道本線、彦根市）
- 大堀橋（芹川、彦根市）

#### トンネル
- 彦根お城トンネル：延長1,135 m[2][3]、2024年（令和6年）竣工、彦根市

## 地理

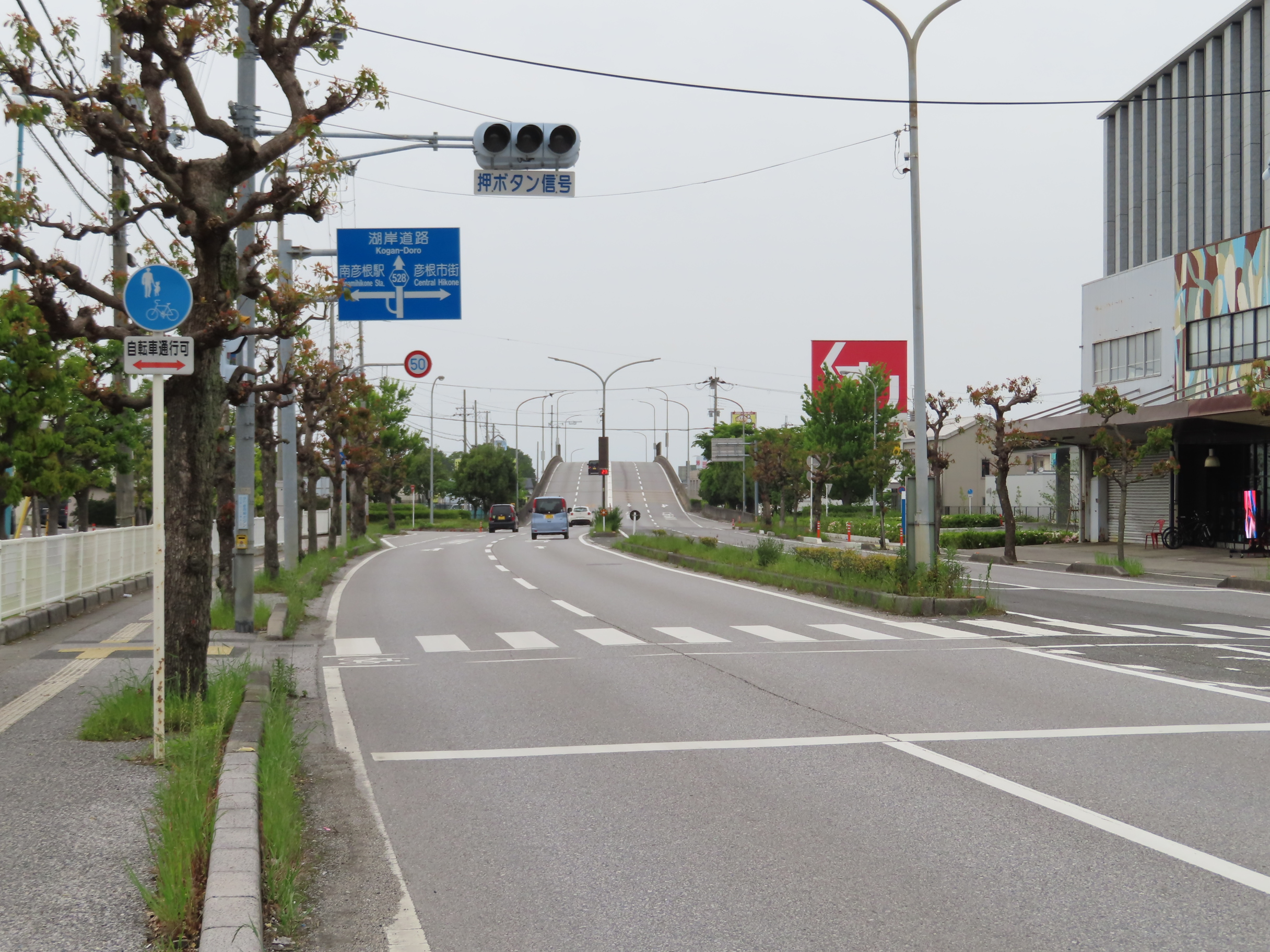
彦根市小泉町
2021年5月撮影。

### 通過する自治体
- 彦根市

### 交差する道路
| 交差する道路                                                              | 交差する場所 | 交差する場所          |
| ------------------------------------------------------------------------- | ------------ | --------------------- |
| 滋賀県道25号彦根近江八幡線 / 湖岸道路＝さざなみ街道                       | 大藪町       | 大藪町南交差点 / 起点 |
| 滋賀県道2号大津能登川長浜線 / 彦根道＝朝鮮人街道＝ベルロード 重複区間起点 | 平田町       | 平田町西交差点        |
| 滋賀県道2号大津能登川長浜線 / 彦根道＝朝鮮人街道＝ベルロード 重複区間起点 | 戸賀町       | 戸賀町西交差点        |
| 滋賀県道206号神郷彦根線 / 芹橋雨壺山通り                                  | 小泉町       | 小泉町交差点          |
| 国道8号                                                                   | 高宮町       | 高宮町交差点          |
| 滋賀県道224号多賀高宮線 旧中山道 重複区間起点                             | 高宮町       | 高宮町大北交差点      |
| 滋賀県道544号大堀多賀線                                                   | 大堀町       | 大堀町交差点          |
| 国道306号 重複区間起点 国道307号 重複区間起点 旧中山道 重複区間終点       | 原町         | 正法寺町交差点        |
| E1 名神高速道路 国道306号 重複区間終点 国道307号 重複区間終点             | 原町         | 原町交差点 28 彦根IC  |
| 国道8号 滋賀県道518号彦根城線                                             | 古沢町       | 古沢町交差点 / 終点   |

### 交差する鉄道
- 東海道本線
- 近江鉄道本線

### 沿線
- 琵琶湖
- 彦根市立中央中学校
- 滋賀県立盲学校
- JR西日本東海道本線 南彦根駅
- ビバシティ彦根平和堂
- 彦根市立旭森小学校
- フレンドマート原店